# كيو موتسيبيه
كيو موتسيبيه (بالإنجليزية: Keo Motsepe)‏ هو مصمم رقص جنوب أفريقي، ولد في 4 ديسمبر 1985 في بريتوريا في جنوب أفريقيا.

## وصلات خارجية
- كيو موتسيبيه على موقع IMDb (الإنجليزية)
- كيو موتسيبيه على موقع قاعدة بيانات الفيلم (الإنجليزية)

- الموقع الرسمي